# Beatriz Gimeno
Pour les articles homonymes, voir Gimeno.
Beatriz Gimeno Reinoso, née le 9 mai 1962 à Madrid, est une femme politique espagnole, membre de Podemos, militante pour les droits des femmes et de la communauté LGBT.

## Biographie
Entre 2003 et 2007, Beatriz Gimeno est la présidente de la fédération nationale des gays, lesbiennes, transgenres et bisexuels (FELGTB), durant la période où le mariage homosexuel est adopté en Espagne et où Madrid est ville hôte de l'EuroPride (2007).
Responsable des questions relatives à l'égalité au sein de Podemos dans la communauté de Madrid, elle est élue en 2015 députée à l'Assemblée de Madrid.
Beatriz Gimeno dirige l'Institut des femmes, institution émanant du gouvernement espagnol, entre janvier 2020 et mars 2021.